# 박규현
박규현은 1955년 11월 2일 대한민국 전라북도 정읍시 산외에서 출생하여 그곳에서 성장하였다. 1998년 명지대 사회교육대학원에서 문예창작학을 전공하여 「윤흥길 소설 연구」로 석사학위를 받았다. 1990년 계간지 『문학과비평』 신인 투고에 단편소설 「벼랑 위의 집」이 당선되어 문단에 나왔다. 이듬해인 1991년 경인일보 신춘문예에 단편소설 「벽에 대한 노트 혹은 절망 연습」이 당선되었다. 소설집으로 『걸어가는 달』(도서출판 계간문예), 『흔들리는 땅』(도서출판 화남), 『우리는 이렇게 흘러가는 거야』(도서출판 책과나무),『강의 문서』(도서출판 생각나눔)가 있고 장편소설로 『사랑 노래 혹은 절망 노트』(도서출판 북인), 『별리 시대』(도서출판 책과나무), 『단진자는 멈추지 않는다』(도서출판 도화)가 있으며 장편융합소설로『벽과 꿈의 소나타』(도서출판 도화)가 있다. 2025년 7월 25일 제18회 한국문학백년상 수상(한국문인협회)(장편융합소설-벽과 꿈의 소나타)

### 소설가 박규현 연보
- 1955년 11월 2일 전북 정읍 산외 출생
- 1990년 계간지 <문학과비평> 단편소설 <벼랑 위의 집> 신인 투고 당선
- 1991년 경인일보 신춘문예 단편소설 <벽에 대한 노트 혹은 절망 연습> 당선
- 1991년 현대문학 6월호 단편소설 <걸어가는 달> 발표
- 1991년 계간 <문학과비평>가을호에 단편소설 <실종신고> 발표
- 1992년 한국작가회의 소설분과 11인 신작소설집 <방>(눈출판사)에 <죽음에 이르는 병>발표
- 1994년 9월 장녀 출생
- 1997년 8월 장남 출생
- 1998년 명지대 사회교육대학원 문예창작학 석사(윤흥길 소설 연구)
- 2010년 계간문예 봄호 단편소설 <염소>발표
- 2010년 4월20일 박규현 소설집 <걸어가는 달> 계간문예에서 출간
- 2010년 9월호 한국소설(한국소설가협회)에 단편소설 <장마> 발표
- 2010년 계간 문학마당 가을호에 <광장> 발표
- 2011년 2월 28일 박규현 소설집 <흔들리는 땅> 도서출판 화남에서 출간
- 2011년 11월 20일 박규현 장편소설 <사랑노래 혹은 절망노트(천재화가 이중섭)> 도서출판 북인에서 출간
- 2017년 2월 7일 박규현 장편소설 <별리 시대> 도서출판 책과나무에서 출간
- 2017년 4월호 한국소설(한국소설가협회)에 단편소설 <꿈의 나라> 발표
- 2017년 계간 아라문학 여름호에 단편소설 <석양 무렵> 발표
- 2017년 계간 한국문학인 여름호(한국문인협회)에 단편소설 <돛단배> 발표
- 2019년 월간 한국소설 8월호(한국소설가협회)에 단편소설 <꿈의 회로> 발표
- 2019년 10월 9일 박규현 소설집 <우리는 이렇게 흘러가는 거야> 도서출판 책과나무에서 출간
- 2021년 월간문학 2월호(한국문인협회)에 단편소설 <강의 문서> 발표
- 2021년 9월 30일 박규현 소설집 <강의 문서> 도서출판 생각나눔에서 출간
- 2023년 계간지 문학저널 봄호(도화출판사)에 단편소설 <미네르바의 올빼미는 밤에 난다> 발표
- 2023년 6월 20일 박규현 장편소설 <단진자는 멈추지 않는다> 도서출판 도화에서 출간
- 2023년 월간 한국소설 10월호(한국소설가협회)에 단편소설 <다람쥐는 쳇바퀴 속에서 숲을 꿈꾼다> 발표
- 2023년11월30일 박규현 장편융합소설<벽과 꿈의 소나타>(경기문화재단에서 발간 지원금을 받음) 도서출판 도화에서 출간
- 2024년 계간 <한국문학인> 가을호(한국문인협회)에 단편소설 <구절초> 발표
- 2025년 7월 25일 제18회 한국문학백년상 수상(한국문인협회)(장편융합소설-벽과 꿈의 소나타)

- 단편소설 <걸어가는 달><실종신고><죽음에 이르는 병>등 각종 문예지에 발표
- 현재 한국작가회의, 한국소설가협회, 한국문인협회 회원